# الکساندر بری
 الکساندر بری (انگلیسی: Alexander Bury؛ زاده ۱۴ سپتامبر ۱۹۸۷) یک تنیس‌باز اهل بلاروس است.